# デニス・フィンプル
デニス・フィンプル（Dennis Fimple,  1940年11月11日 - 2002年8月23日）は、アメリカ合衆国の俳優である。

## 来歴
1940年、カリフォルニア州のタフトという町で生まれる。父親は電気技師で、母親は美容師だった。中学時代から演劇に興味を持ち始め、高校を卒業すると奨学金を得て、サンノゼにあるサンノゼ・カレッジへ進学し、スピーチと演劇を専攻。
卒業後は、なかなか役者としての目が出ず、日当の非常勤講師や郵便局員などの昼間の仕事の傍ら、夜にステージに立つ生活を続けた。しばらくしてからハリウッドへ移り、徐々に役者活動のチャンスを得ていき、1968年あたりからいくつかのテレビドラマなどへ出演してプロの役者としてのキャリアをスタート。1970年代に入ると、徐々に映画界へも進出して1976年にはジェシカ・ラング、ジェフ・ブリッジスらが主演の『キングコング』やジャック・ニコルソンが監督した『ゴーイング・サウス』などへも出演した。近年では、ロブ・ゾンビが監督したホラー映画『マーダー・ライド・ショー』では、アメリカの田舎町に住む怪しい一家の祖父を演じている。

### 死去
2002年、自身が乗っていた乗用車の自動車事故の影響により死去。61歳だった。

## 出演作品

### 映画
- Summertree (1971)
- Cactus in the Snow (1971)
- 男の出発 The Culpepper Cattle Co. (1972)
- フロリダ・ハチャメチャ・ハイウェイ Honky Tonk (1974) ※テレビ映画
- The Spectre of Edgar Allan Poe (1974)
- Truck Stop Women (1974)
- Bootleggers (1974)
- You and Me (1975)
- チビッ子ギャング台風 The Apple Dumpling Gang (1975)
- 誇り高きインディアンの英雄・ウィンターホーク Winterhawk (1975)
- Mackintosh and T.J. (1975)
- White House Madness (1975)
- Creature from Black Lake (1976)
- ステイ・ハングリー Stay Hungry (1976)
- キングコング King Kong (1976)
- チカラ The Shadow of Chikara (1977)
- ゴーイング・サウス Goin' South (1978)
- Smokey and the Good Time Outlaws (1978)
- They Went That-A-Way & That-A-Way (1978)
- エビクターズ/惨殺の家 The Evictors (1979)
- The Last Ride of the Dalton Gang (1979) ※テレビ映画
- The $5.20 an Hour Dream (1980)
- The Wild Women of Chastity Gulch (1982)
- スイング・シフト Swing Shift (1984)
- A Summer to Remember (1985)
- 特攻野郎Aチーム/必殺! 最後の大血戦 Body Slam (1986)
- Hawken's Breed (1987)
- I Know My First Name Is Steven (1989) ※テレビ映画
- The Giant of Thunder Mountain (1991)
- My Heroes Have Always Been Cowboys (1991)
- Death Falls (1991)
- マーヴェリック Maverick (1994)
- イン・ザ・ネイビー Down Periscope (1996)
- Bug Buster (1998)
- Escape to Grizzly Mountain (2000)
- エリア52 Area 52 (2001)
- マーダー・ライド・ショー House of 1000 Corpses (2003)

### テレビドラマ
- Gomer Pyle: USMC (1968)
- Green Acres (1968)
- Here Come the Brides (1969)
- 警部マクロード McCloud (1970)
- ボールド・ワンズ The Bold Ones: The Lawyers (1970)
- エディの素敵なパパ The Courtship of Eddie's Father (1971)
- 保安官サム・ケイド Cade's County (1971)
- 西部二人組 Alias Smith and Jones (1971, 1972)
- マッシュ M*A*S*H (1973)
- カンフー Kung Fu (1974)
- 女刑事クリスティー Get Christie Love! (1974)
- 特別狙撃隊S.W.A.T. S.W.A.T. (1976)
- Baa Baa Black Sheep (1977)
- ロックフォードの事件メモ The Rockford Files (1978)
- 刑事スタスキー&ハッチ Starsky and Hutch (1978)
- トラック野郎!B・J B.J. and the Bear (1978, 1979)
- GALACTICA/ギャラクティカ Battlestar Galactica (1978)
- ROOTS2/ルーツ2 Roots: The Next Generations (1979)
- ディズニーランド Disneyland (1979)
- 超人ハルク Incredible Hulk (1979)
- The Misadventures of Sheriff Lobo (1979)
- チャーリーズ・エンジェル Charlie's Angels (1981)
- 俺たち賞金稼ぎ!!フォール・ガイ The Fall Guy (1981, 1984)
- アメリカン・ヒーロー The Greatest American Hero (1981)
- 爆発!デューク The Dukes of Hazzard (1983)
- サイモン&サイモン Simon & Simon (1984)
- Highway to Heaven (1984)
- トワイライト・ゾーン The Twilight Zone (1986)
- 特攻野郎Aチーム The A-Team (1986)
- 俺がハマーだ! Sledge Hammer! (1986)
- サンタバーバラ Santa Barbara (1988)
- ドラグネット Dragnet (1991)
- Parker Lewis Can't Lose (1991)
- タイムマシーンにお願い Quantum Leap (1992)
- Harts of the West (1993 - 1994)
- ときめきサイエンス Weird Science (1995)
- サンフランシスコの空の下 Party of Five (1996)
- ER緊急救命室 ER (1996)
- 新スーパーマン Lois & Clark: The New Adventures of Superman (1997)
- サブリナ Sabrina, the Teenage Witch (1998)
- プロビデンス Providence (2000)